# 记忆 (2021年电影)
《记忆》（拉丁語：Memoria）是2021年多国合拍的剧情奇幻片，由泰国导演阿比查邦·魏拉希沙可执导，泰達·史雲頓、埃尔金·迪亚兹、珍妮·巴利巴尔、胡安·巴勃罗·乌雷戈和丹尼尔·吉梅内斯·卡乔主演。影片于2021年7月15日在第74屆坎城影展全球首映，定于2021年12月26日小规模上映。影片由哥伦比亚选送参加第94届奥斯卡金像奖最佳国际影片角逐。

## 剧情
在麦德林经营着一家园艺花店的英国人杰西卡来到波哥大，探望患上神秘呼吸道疾病而住院的妹妹。一天晚上，正在睡梦中的杰西卡被一声强烈的音爆惊醒。

## 阵容
- 泰達·史雲頓 饰 杰西卡·霍兰德（Jessica Holland）
- 埃尔金·迪亚兹 饰 老埃尔南·贝多亚（Hernán Bedoya）
- 珍妮·巴利巴尔（法语：Jeanne Balibar） 饰 艾格尼丝·塞尔金斯基（Agnes Cerkinsky）
- 胡安·巴勃罗·乌雷戈（西班牙语：Juan Pablo Urrego） 饰 小埃尔南·贝多亚
- 丹尼尔·吉梅内斯·卡乔（西班牙语：Daniel Giménez Cacho） 饰 胡安·奥斯皮纳（Juan Ospina）
- 艾格尼丝·布雷克（Agnes Brekke）饰 凯伦·霍兰德（Karen Holland）
- 杰罗姆·巴伦（Jerónimo Barón）饰 马特奥·奥斯皮纳（Mateo Ospina）
- 康斯坦斯·古铁雷斯（Constanza Gutiérrez）饰 康斯坦萨医生（Dr. Constanza）

## 制作
2018年3月，泰達·史雲頓加入剧组，阿比查邦·魏拉希沙可宣布出任导演兼编剧。同年9月，珍妮·巴利巴尔、丹尼尔·吉梅内斯·卡乔、胡安·巴勃罗·乌雷戈和埃尔金·迪亚兹加盟。
主体拍摄于2019年8月在哥伦比亚开始。

## 发行
2019年11月，Neon公司买下影片发行权。影片于2021年7月15日在第74屆坎城影展全球首映，最終獲得評審團獎。从2021年12月26日开始，影片在美国有限上映，各家影院接连放映一周，从IFC中心。

## 评价
汇总媒体烂番茄收录32条评论，打出91%的新鲜度，平均得分8/10。网站共识写道：“《记忆》是编剧型导演阿比查邦·魏拉希沙可放弃抒情电影词汇，首度进军英语电影制作领域。”Metacritic收录16条评论，打出89/100的平均分，表示“普遍好评”。
但在全球不限制資格均可投票的 IMDB.com ，4900位觀眾投票，只獲得低分6.6/10。

## 奬項
| 年份 | 颁奖典礼             | 奖项       | 入圍者   | 结果 |
| ---- | -------------------- | ---------- | -------- | ---- |
| 2023 | 第36屆中國電影金雞獎 | 最佳外语片 | 《記憶》 | 提名 |